# Ponta Planier
A Ponta Planier é uma formação geológica costeira de São Tomé e Príncipe, localizado na ilha de São Tomé, a Oeste da província de Lembá. Este acidente geológico localiza-se próxima à Ponta Griobo e ao Ilhéu Formoso.